# MuSICA (ソフトウェア)
MuSICA（ミュージカ）とはアスキー社が発売していた、「MSXディスク通信'90年10月号」（ソフトベンダーTAKERU販売）に収録されている、MSX用のデスクトップミュージックソフトウェアである。
従来、MSX-BASIC上ではPSG音源およびFM音源しか発音させることができなかったが、MuSICAはさらにコナミのSCC音源を同時に再生させることができる環境であり、最大同時発音数は17音に及ぶ。
専用のエディタでMML文を入力することで、楽曲を作成する。BGM演奏システムがあるため、楽曲を再生しながらのMMLエディットが可能である。本ソフトウェアはテキストエディターや音色エディターも含めたいわば統合環境であり、この環境はMSX-BASICから起動するものである。BGMデータを書き出すことができ、それを同梱されているMSX-BASICから使用できる専用のドライバに読み込ませることにより、BASIC上でBGMを演奏することもできる。
標準のPSG音源に加え、内蔵または外付けのFM-PAC(定価7,800円)によるFM音源、SCC音源(コナミ製ゲームの一部に付属)を組み合わせることで、MSX本体の価格を加味すれば、モノラルではあるものの、同時期の他のパーソナルコンピュータでDTM環境を構築するよりも、安価に、高度なサウンドを奏でるシステムを構築することができた。
なお1990年頃に草の根ネットなどでエンドユーザーが入手しやすいMSX用楽曲演奏ドライバとしては、OPLLDRVやMGSDRVがあったものの、テキストファイルにMMLを格納した上でMSX-DOS上からコンパイルもしくは演奏する形のソフトウェアであった。派生物として、Musamドライバーや、勤労シリーズという新たなMuSICA互換コンパイラ、ドライバ等が発表されている。
なお、2005年発売のMSXマガジン永久保存版 Vol.3のCD-ROMにも収録されており、これはVersion1.02となっている。